# بخش راتلم
بخش راتلم (به انگلیسی: Ratlam district) یک منطقهٔ مسکونی در هند است که در Ujjain division واقع شده‌است. بخش راتلم ۴٬۸۶۱ کیلومتر مربع مساحت و ۱٬۴۵۵٬۰۶۹ نفر جمعیت دارد.